# Lipoblastomatosis
La Lipoblastomatosis benigna es un tumor que consiste en adipocitos feto-embrionarios, frecuentemente confundidos con un liposarcoma, que afecta exclusivamente a bebés y niños pequeños, con aproximadamente 90% de los casos ocurriendo antes de los 3 años de edad.: 626  El término lipoblastomatosis fue utilizado por primera vez por Vellios et al. en 1958, momento en el que el tumor pasó a ser generalmente aceptado como una entidad distintiva. El tumor es raro y representa menos del 1% de toda la neoplasia, y se ha encontrado que es más común en hombres que en mujeres. A menudo se presenta como una masa asintomática que se agranda rápidamente, que ocurre con mayor frecuencia en los tejidos blandos de las extremidades.